# テューリンゲン諸邦
テューリンゲン諸邦またはテューリンゲン諸国 (ドイツ語: Thüringische Staaten) とは、ドイツ帝国における以下の領邦国家を指す語である。 
- ザクセン＝ヴァイマル＝アイゼナハ大公国 (1903年以降は正式にはザクセン大公国)
- ザクセン＝アルテンブルク公国、ザクセン＝コーブルク＝ゴータ公国、ザクセン＝マイニンゲン公国
- ロイス＝グライツ侯国、ロイス＝ゲーラ侯国、シュヴァルツブルク＝ルードルシュタット侯国、シュヴァルツブルク＝ゾンダースハウゼン侯国

## 地域
テューリンゲン諸邦は北と西でプロイセン、特にエアフルト県や飛地のカッセルおよびメルゼブルク地域と接していた。また、テューリンゲン諸邦の各所にプロイセンの飛地が入り乱れており、たとえばシュロイジンゲン郡とズール市、ヘーアシャフト・シュマルカルデン郡、バルヒフェルト郡、ヴァンデルスレーベンとミュールベルクの周辺地域、ツィーゲンリュック郡、ラーニス市、カムスドルフ村、ブランケンベルク村、シュパルンブルク村、ブリンテンドルフ村の他、ツィーゲンリュック郡の飛地のゲーフェル村、カムブルク近郊のアプレープニッツ村とアイゼンベルク近郊のキシュリッツ村などがあった。 
東側はザクセン王国と接しており、その飛地も多数あった。ゲーラ近郊のリープシュヴィッツ郡 (レンゲフェルト、リープシュヴィッツ、リーチュ、ニーブラ、ペスネックおよびタウベンプレシュケルン) やヒルベルスドルフ、ロイチュ、リュッケルスドルフ、トーンハウゼンとグラープスドルフの周辺の村落の他、アルテンブルク近郊のボッカとメラーネ近郊のカウリッツなどがあった。 
1913年にはザクセン大公国とザクセン＝マイニンゲン公国の間で領土の交換が行われ、マイニンゲンのイェーナ郊外にあるリヒテンハインとヴァイマルのクラニヒフェルトの一部が交換されたが、あまり状況は変わらず、クラニヒフェルトの境界はいくらか整理されたものの、クラニヒフェルトにあったマイニンゲンの飛地はなくならないどころか、かえって大きくなった。ドイツ革命による君主制廃止にともなってテューリンゲン諸邦が合邦してテューリンゲン州が成立したが、プロイセンとザクセンの飛地は解消されなかった。

## 歴史
ドイツ帝国の連邦参議院において、テューリンゲン諸邦はそれぞれ票を持ち、発言権を有していた。このためテューリンゲン諸邦はプロイセン王国の17票、ザクセン王国の4票に比べて、領域の割には大きな票を持っていた。しかし、テューリンゲン諸邦が連邦参議院で一致した行動をすることはほとんどなかった。また、1903年までテューリンゲン諸邦は5か国しか代表を出しておらず、ザクセン＝コーブルク＝ゴータ公国は別途選任した代理人、ザクセン＝マイニンゲン公国はバイエルン王国、ロイス＝グライツ侯国はメクレンブルク＝シュヴェリーン大公国に代表権を委任していた。 
1878年10月1日の帝国裁判所構成法 (Reichsgerichtsverfassungsgesetz) によると、全テューリンゲン諸邦を所管するのはイェーナの上級ラント裁判所のみとされた。ただし、シュヴァルツブルク＝ゾンダースハウゼンだけはナウムブルク上級ラント裁判所の所管とされた。また、イェーナ大学もテューリンゲン諸邦で共有しており、エルネスティン系公国が出資していた。しかし、1817年にはザクセン＝コーブルク公国は出資を取り止めた。 
1918年11月のドイツ革命により、テューリンゲン地方の何世紀にも及ぶ分断が終わった。ドイツ国は連邦制の共和制国家となり、君主はすべて倒された。テューリンゲン諸邦もすべて自由州となった。 
兄系ロイス自由州と弟系ロイス自由州は1918年12月21日に合邦してロイス人民州となった一方、1919年4月12日にザクセン＝ゴータとザクセン＝コーブルクは1826年以来の連合を解散し、別個の自由州となった。 
ザクセン＝アルテンブルク、コーブルク、ザクセン＝ゴータ、 ザクセン＝マイニンゲン、ザクセン＝ヴァイマル＝アイゼナハ、シュヴァルツブルク＝ルードルシュタット、シュヴァルツブルク＝ゾンダースハウゼン、ロイスの各自由州は、可能であればプロイセン領内を含むテューリンゲン地方全体を一体化すべく交渉を進めていた。 しかし、プロイセン自由州が領土変更を受け入れなかったため、1919年にいわゆる「小テューリンゲン主義」による解決を図る方針となった。 
合邦交渉の過程で、ザクセン＝マイニンゲン自由州とコーブルク自由州は参加にあたって懸念を示した。レンシュタイクより南のフランケン地方北部は言語的にフランケン地方南部との繋がりが強固なうえ、1803年の帝国代表者会議主要決議でバイエルン選帝侯領に組み込まれた土地だったからである。ザクセン＝マイニンゲン自由州の懸念はゾンネベルク地区およびゾンネベルク商工会議所の存続保証を行うことで解消されたが、コーブルク自由州では1919年11月30日の国民投票で大多数の人々がテューリンゲン州への合邦に反対票を投じた。 
1920年5月1日にコーブルク自由州を除く7州が合邦してテューリンゲン州が成立し、州都はヴァイマルに置かれた。一方、コーブルク自由州は同年7月1日にバイエルン自由州と合邦してその一部となった。 
テューリンゲン福音ルター派教会の教区は、現在でも旧プロイセン州にあるいくつかの飛地を除いて、1920年に成立したテューリンゲン州の領域に対応している。ただし、ザクセン=ヴァイマル=アイゼナハの飛地であったオストハイムだけは、1972年からバイエルン福音ルター派教会の教区となっている。